# Celaenia
Genre
Celaenia est un genre d'araignées aranéomorphes de la famille des Araneidae.

## Distribution
Les espèces de ce genre se rencontrent en Australie et Nouvelle-Zélande.
On les trouve principalement le long de la côte orientale et méridionale d'Australie.

## Description
Ce sont des araignées nocturnes, bien connu pour ses membres à l'aspect de crotte d'oiseaux. Cette mimétique permet à ces araignées d'éviter les prédateurs, principalement les oiseaux.
Les mâles sont beaucoup plus petits que les femelles, faisant environ 2,5 mm contre 12 mm. La femelle peut avoir jusqu'à 13 sacs d'œufs, chacun contenant 200 œufs. Ces sacs sont reliés par de puissants fils de soie. Pour chasser, l'araignée se pend sur un fil de soie et imite les mites femelles en sécrétant de la phéromone. Lorsqu'une mite s'approche, elle sera capturée par l'araignée avec ses pattes puissantes.

## Liste des espèces
Selon World Spider Catalog (version 19.0, 17/05/2018) :
- Celaenia atkinsoni (O. Pickard-Cambridge, 1880)
- Celaenia calotoides Rainbow, 1908
- Celaenia distincta (O. Pickard-Cambridge, 1869)
- Celaenia dubia (O. Pickard-Cambridge, 1869)
- Celaenia excavata (L. Koch, 1867)
- Celaenia hectori (O. Pickard-Cambridge, 1880)
- Celaenia olivacea (Urquhart, 1885)
- Celaenia penna (Urquhart, 1887)
- Celaenia tuberosa (Urquhart, 1889)
- Celaenia tumidosa Urquhart, 1891
- Celaenia voraginosa Urquhart, 1891

## Publication originale
- Thorell, 1868 : Araneae. Species novae minusve cognitae. Kongliga Svenska Fregatten Eugenies Resa omkring Jorden, Uppsala, Zoologi, Arachnida, p. 1-34.